# Elodia adiscalis
Elodia adiscalis är en tvåvingeart som beskrevs av Louis-Paul Mesnil 1970. Elodia adiscalis ingår i släktet Elodia och familjen parasitflugor. Inga underarter finns listade i Catalogue of Life.